# فيتور هوغو (لاعب كرة قدم برتغالي)
فيتور هوغو هو لاعب كرة قدم برتغالي في مركز الهجوم، ولد في 27 فبراير 1986. لعب مع ديسبورتيفو تروفينسي.